# Erben der Liebe
Erben der Liebe /(Originaltitel: Mistral´s Daughter) ist eine US-amerikanisch/französische Miniserie in vier Teilen aus dem Jahr 1984. Sie basiert auf dem Buch „Mistrals Tochter“ von Judith Krantz. Regie führten dabei Kevin Connor und Douglas Hickox.
Zwei der wohl bekanntesten Hauptdarsteller dieser Serie sind Stefanie Powers (Hart aber herzlich) und Stacy Keach (Mike Hammer). Der Titelsong Aber die Liebe bleibt (im Original: Only Love) zur Serie, wurde von Nana Mouskouri im englischen Original und auf Deutsch gesungen.

## Handlung
Die schöne, aber naive Maggy Lunel kommt Anfang der 1920er Jahre alleine und ohne finanzielle Mittel nach Paris. Als bekanntes und beliebtes Model schafft sie es bis zum Titel Königin der Modelle und wird in ganz Paris gefeiert. Maggy verliebt sich in den bis dahin unbekannten Maler Julien Mistral, einen arroganten und egoistischen Mann, der nur in seine Arbeit verliebt ist. Julien wird von Maggy inspiriert und malt in dieser gemeinsamen Zeit seine ersten berühmten Bilder, die bei der ersten Vernissage alle verkauft werden.
Durch einen Streit trennen sich Maggy und Julien. Maggy lernt den reichen Bankier Perry (Timothy Dalton) kennen und lieben. Julien lässt sich in der Zwischenzeit von der reichen Amerikanerin Kate Browning (Lee Remick) aushalten.  Aus der Liebe zwischen Maggy und Perry entsteht ein Kind, Teddy. Teddy wird später Mutter von Fauve werden, also Mistrals Tochter.